# 71. Oscar-gála
A 71. Oscar-gála helyszínének a Los Angeles-i County Music Center adott otthont, és Whoopi Goldberg vállalta harmadjára a ceremóniamesterséget. Ez volt az első alkalom, hogy szombatra esett a díjátadó.
A ceremónia különösen sokáig tartott, a hosszú köszönőbeszédek miatt. A Szerelmes Shakespeare 13 jelölésből 7 díjat gyűjtött be, a Ryan közlegény megmentése 11 jelölésből ötöt és Az élet szép pedig 7 jelölésből hármat szerzett meg, beleértve a legjobb férfi főszereplő és legjobb külföldi film díjait).
A 71. Oscar gálán történt az első hivatalos előzetes party, az Akadémia ezzel próbál lépést tartani az E! Joan Rivers-ével és a vörös szőnyegek egyéb gyakori látogatóival.[forrás?]

## Díjak és jelölések

### Színészet
Legjobb férfi főszereplő
- Roberto Benigni – Az élet szép {"Guido"}
- Tom Hanks – Ryan közlegény megmentése {"Miller százados"}
- Ian McKellen – Érzelmek tengerében {"James Whale"}
- Nick Nolte – Kisvárosi gyilkosság {"Wade Whitehouse"}
- Edward Norton – Amerikai história X {"Derek"}

Legjobb férfi mellékszereplő
- James Coburn – Kisvárosi gyilkosság {"Glen Whitehouse"}
- Robert Duvall – Zavaros vizeken {"Jerome Facher"}
- Ed Harris – Truman-show {"Christof"}
- Geoffrey Rush – Szerelmes Shakespeare {"Philip Henslowe"}
- Billy Bob Thornton – Szimpla ügy {"Jacob"}

Legjobb női főszereplő
- Cate Blanchett – Elizabeth {"I. Erzsébet"}
- Fernanda Montenegro – Központi pályaudvar {"Dora"}
- Gwyneth Paltrow – Szerelmes Shakespeare {"Viola De Lesseps"}
- Meryl Streep – Életem értelme {"Kate Gulden"}
- Emily Watson – Hilary és Jackie {"Jacqueline du Pré"}

Legjobb női mellékszereplő
- Kathy Bates – A nemzet színe-java {"Libby"}
- Brenda Blethyn – Little Voice {"Mari"}
- Judi Dench – Szerelmes Shakespeare {"I. Erzsébet"}
- Rachel Griffiths – Hilary és Jackie {"Hilary du Pré"}
- Lynn Redgrave – Érzelmek tengerében {"Hanna"}

### Filmek
Legjobb film
- Elizabeth – Alison Owen, Eric Fellner és Tim Bevan, producerek
- Az élet szép – Elda Ferri és Gianluigi Braschi, producerek
- Az őrület határán – Robert Michael Geisler, John Roberdeau és Grant Hill, producerek
- Ryan közlegény megmentése – Steven Spielberg, Ian Bryce, Mark Gordon és Gary Levinsohn, producerek
- Szerelmes Shakespeare – David Parfitt, Donna Gigliotti, Harvey Weinstein, Edward Zwick és Marc Norman, producerek

Külföldi film
- Az élet szép – Olaszország
- A nagyapa – Spanyolország
- A mennyország gyermekei – Irán
- Központi pályaudvar – Brazília
- Tangó – Argentína

Legjobb animációs rövidfilm
- The Canterbury Tales – Christopher Grace, Jonathan Myerson
- Jolly Roger – Mark Baker
- More – Mark Osborne, Steve Kalafer
- Nyuszkó – Chris Wedge
- When Life Departs – Karsten Kiilerich, Stefan Fjeldmark

Legjobb rövidfilm
- Culture – Will Speck, Josh Gordon
- Election Night (Valgaften) – Kim Magnusson, Anders Thomas Jensen
- Holiday Romance – Alexander Jovy, JJ Keith
- La Carte Postale (The Postcard) – Vivian Goffette
- Victor – Simon Sandquist, Joel Bergvall

Dokumentumfilm
- Dancemaker – Matthew Diamond, Jerry Kupfer
- The Farm: Angola, U.S.A. – Jonathan Stack, Liz Garbus
- The Last Days – James Moll, Ken Lipper
- Lenny Bruce: Swear To Tell the Truth – Robert B. Weide
- Regret to Inform – Barbara Sonneborn, Janet Cole

Rövid dokumentumfilm
- The Personals: Improvisations on Romance in the Golden Years – Keiko Ibi
- A Place in the Land – Charles Guggenheim
- Sunrise over Tiananmen Square – Shui-Bo Wang, Donald McWilliams

### Alkotók
Legjobb rendező
- Az élet szép – Roberto Benigni
- Az őrület határán – Terrence Malick
- Ryan közlegény megmentése – Steven Spielberg
- Szerelmes Shakespeare – John Madden
- Truman-show – Peter Weir

Adaptált forgatókönyv
- Érzelmek tengerében – Bill Condon
- Mint a kámfor – Scott Frank
- A nemzet színe-java – Elaine May
- Az őrület határán – Terrence Malick
- Szimpla ügy – Scott B. Smith

Eredeti forgatókönyv
- Bulworth – Nyomd a sódert! – Warren Beatty, Jeremy Pikser; ötlet Warren Beatty
- Az élet szép – Vincenzo Cerami, Roberto Benigni
- Ryan közlegény megmentése – Robert Rodat
- Szerelmes Shakespeare – Marc Norman, Tom Stoppard
- Truman-show – Andrew Niccol

Látványtervező
- Csodás álmok jönnek – Látványtervező: Eugenio Zanetti; díszlettervező: Cindy Carr
- Elizabeth – Látványtervező: John Myhre; díszlettervező: Peter Howitt
- Pleasantville – Látványtervező: Jeannine Oppewall; díszlettervező: Jay Hart
- Ryan közlegény megmentése – Látványtervező: Tom Sanders; díszlettervező: Lisa Dean Kavanaugh
- Szerelmes Shakespeare – Látványtervező: Martin Childs; díszlettervező: Jill Quertier

Operatőr
- Elizabeth – Remi Adefarasin
- Az őrület határán – John Toll
- Ryan közlegény megmentése – Janusz Kamiński
- Szerelmes Shakespeare – Richard Greatrex
- Zavaros vizeken – Conrad L. Hall

Jelmeztervező
- Bálványrock – Velvet Goldmine – Sandy Powell
- Elizabeth – Alexandra Byrne
- Pleasantville – Judianna Makovsky
- Rabszolgalelkek – Colleen Atwood
- Szerelmes Shakespeare – Sandy Powell

Legjobb vágás
- Az élet szép – Simona Paggi
- Mint a kámfor – Anne V. Coates
- Az őrület határán – Billy Weber, Leslie Jones, Saar Klein
- Ryan közlegény megmentése – Michael Kahn
- Szerelmes Shakespeare – David Gamble

Smink
- Elizabeth– Jenny Shircore
- Ryan közlegény megmentése – Lois Burwell, Conor O'Sullivan, Daniel C. Striepeke
- Szerelmes Shakespeare – Lisa Westcott, Veronica Brebner

Eredeti drámai filmzene
- Az élet szép – Nicola Piovani
- Elizabeth – David Hirschfelder
- Az őrület határán – Hans Zimmer
- Pleasantville – Randy Newman
- Ryan közlegény megmentése – John Williams

Eredeti musical- vagy vígjátékfilmzene
- Szerelmes Shakespeare – Stephen Warbeck
- Egy bogár élete – Randy Newman
- Egyiptom hercege – Stephen Schwartz; karmester Hans Zimmer
- Mulann – Matthew Wilder; dalszöveg David Zippel; karmester Jerry Goldsmith
- Patch Adams – Marc Shaiman

Dal
- Armageddon ("I Don't Want To Miss a Thing") – Diane Warren
- Babe 2: Malac a városban ("That'll Do") – Randy Newman
- A bűvös kard – Camelot nyomában ("The Prayer") – zene Carole Bayer Sager és David Foster; dalszöveg Carole Bayer Sager, David Foster, Tony Renis and Alberto Testa
- Egyiptom hercege ("When You Believe") – Stephen Schwartz
- A suttogó ("A Soft Place To Fall") – Allison Moorer és Gwil Owen

Hang
- Armageddon – Kevin O'Connell, Greg P. Russell, Keith A. Wester
- Az őrület határán – Andy Nelson, Anna Behlmer, Paul Brincat
- Ryan közlegény megmentése – Gary Rydstrom, Gary Summers, Andy Nelson, Ronald Judkins
- Szerelmes Shakespeare – Robin O'Donoghue, Dominic Lester, Peter Glossop
- Zorro álarca – Kevin O'Connell, Greg P. Russell, Pud Cusack

Hangvágás
- Armageddon – George Watters II
- Zorro álarca – David McMoyler
- Ryan közlegény megmentése – Gary Rydstrom, Richard Hymns

Vizuális effektusok
- Armageddon – Richard R. Hoover, Pat McClung, John Frazier
- Csodás álmok jönnek – Joel Hynek, Nicholas Brooks, Stuart Robertson, Kevin Mack
- Joe, az óriásgorilla – Rick Baker, Hoyt Yeatman, Allen Hall, Jim Mitchell

### Életműdíj
Elia Kazan kapta az életműdíjat termékeny rendezői tevékenységéért. Sokan kétségbe vonták, hogy érdemes a díjra, hiszen az 1940-es években Kazan együttműködve a hírhedt Amerika-ellenes Tevékenységet Vizsgáló Szenátusi Bizottsággal megnevezte a szerinte kommunista amerikai rendezőket. Amikor Kazan átvette a díjat Robert De Nirótól, a jelenlévők közül sokan nem tapsoltak, és az átadón kívül is tiltakozást váltott ki az elismerés.

### Különleges események
Megemlékeztek az előző évben elhunyt Frank Sinatráról, a legendás énekesről és Oscar-díj nyertesről.
Elismeréssel adóztak a westernfilm műfajának, emlékezve az éneklő cowboyokra, Gene Autry-ra és Roy Rogersre, akik mindketten előző évben távoztak az élők sorából.

### In memoriam
Annette Bening konferálásában az Akadémia néhány percet szán arra, hogy emlékezzen a mozivilág előző évi halottaira: Norman Fell, E.G. Marshall, Jeanette Nolan, Alan J. Pakula rendező, Jerome Robbins koreográfus, John Derek, Richard Kiley, Phil Hartman, Huntz Hall, Maureen O'Sullivan, Binnie Barnes, Peggy Cass, Valerie Hobson, Linwood G. Dunn különleges hatások, Dane Clark, Dick O'Neill, James Goodman író, Kuroszava Akira rendező, Susan Strasberg, Alice Faye, Robert Young és végül Roddy McDowall.